# Ouwerxhoeve

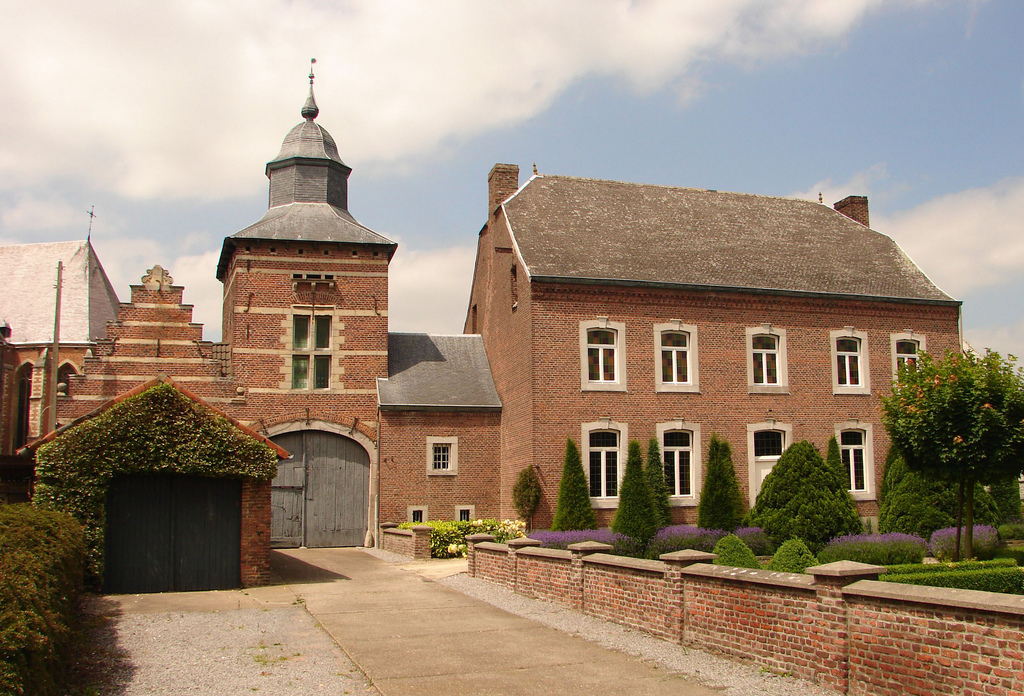
Ouwerxhoeve

De Ouwerxhoeve is een hoeve aan Zepperen-Dorp 10 te Zepperen in Belgisch Limburg.
Vanouds was dit het rentmeestershuis van het Sint-Servaaskapittel te Maastricht. Het vlak bij de kerk gelegen complex bestaat uit een herenhuis in classicistische stijl uit 1760, gebouwd door schout Van Hamont. Dit herenhuis bevindt zich enigszins van de straat verwijderd, zodat er ruimte voor een ruime voortuin is.
De naastgelegen hoeve werd in 1665 gebouwd door François Ouwerx. Het poortgebouw uit dat jaar, voorzien van een duiventil, bevindt zich ten zuiden hiervan aan dit herenhuis vastgebouwd. Een torentje met een leien bedekte, klokvormige spits, siert de inrijpoort. Het geheel wordt gesierd door mergelstenen banden.
Ook uit 1665 is de vleugel die uit de stallen bestaat. De zuidelijke zijgevel heeft een gevelsteen met het jaartal 1665. De zuidgevel is een trapgevel.
Tegenwoordig is de familie Gilissen eigenaar van de hoev.